# Friuli Latisana Sauvignon
Le Friuli Latisana Sauvignon est un vin blanc italien de la région Frioul-Vénétie Julienne doté d'une appellation DOC depuis le 19 mai 1975. Seuls ont droit à la DOC les vins blancs récoltés à l'intérieur de l'aire de production définie par le décret.

## Aire de production
Les vignobles autorisés se situent en provinces de Pordenone et d'Udine dans les communes de Castions di Strada, Latisana, Lignano Sabbiadoro, Muzzana del Turgnano, Morsano al Tagliamento, Palazzolo dello Stella, Pocenia, Precenicco, Rivignano, Ronchis, Teor et Varmo.
Le Friuli Latisana Sauvignon répond à un cahier des charges moins exigeant que le Friuli Latisana Sauvignon superiore.

## Caractéristiques organoleptiques
- couleur : jaune paille clair
- odeur : délicat, agréable, harmonique
- saveur : sec, typique

Le Friuli Latisana Sauvignon se déguste à une température de 8 à 10 °C et il se gardera 1 - 2 ans.

## Production
Province, saison, volume en hectolitres :
- Udine (1990/91) 122,51
- Udine (1991/92) 121,45
- Udine (1992/93) 138,6
- Udine (1993/94) 119,7
- Udine (1994/95) 120,05
- Udine (1995/96) 250,95
- Udine (1996/97) 390,46